# Marie (Schiff, 1883)
Die Marie war eine Glattdeckskorvette der Carola-Klasse, die Anfang der 1880er Jahre für die Kaiserliche Marine gebaut wurde. Sie lief am 20. August 1881 auf der Reiherstiegwerft in Hamburg vom Stapel. Sie war das dritte Schiff der Klasse, zu der drei weitere Schiffe gehörten. Wie ihre Schwesterschiffe Carola, Olga und Sophie war sie nach der Gemahlin des Herrschers eines deutschen Bundesstaats benannt. Namensgeberin war Prinzessin Marie von Schwarzburg-Rudolstadt, verheiratet seit 1868 mit Großherzog Friedrich Franz II. von Mecklenburg-Schwerin.
Die Schiffe der Carola-Klasse wurden in den späten 1870er Jahren zur Erweiterung der deutschen Auslandskreuzerflotte in Auftrag gegeben, die zu dieser Zeit stark veraltet war. Ihre Hauptaufgaben waren der Stationsdienst zur Absicherung deutscher Interessen in ausländischen Gewässern ohne deutsche Stützpunkte sowie im deutschen Kolonialreich. Entsprechend sollten die Schiffe als Flottenaufklärer und auf ausgedehnten Einsatzfahrten in überseeischen Interessensgebieten des deutschen Kaiserreichs Dienst tun. Als Hauptbewaffnung verfügte das Schiff über eine Batterie von zehn 15-cm-Ringkanonen und dazu über ein vollständiges Segelrigg, um die ebenfalls vorhandene Dampfmaschine auf langen Einsatzfahrten in Übersee zu ergänzen.
Zur Erfüllung ihrer Aufgabe absolvierte die Marie zwei mehrjährige Auslandsfahrten, die sie jeweils beide Male um die Erde herum führten.

## Technische Daten
Bei einer Länge von 76,35 Metern, einer Breite von 12,5 Metern und einem Tiefgang von 4,98 Metern verdrängte die Marie 2.160 Tonnen. Die Besatzung zählte 13 Offiziere und 285 Mannschaften. Der Antrieb bestand aus einer einzelnen Schiffsdampfmaschine mit sechs kohlebefeuerten Dampfkesseln, die einen 2-Blatt-Schraubenpropeller antrieb. Die Höchstgeschwindigkeit betrug 14 Knoten. Bei 10 Knoten betrug die Reichweite 3.420 Seemeilen. Zusätzlich war die Marie auch noch mit einem Dreimast-Rigg ausgestattet, das die Dampfmaschinen bei längeren Einsätzen in Übersee ergänzte.
1904 war das Schiff mit vier Schnellfeuerkanonen Kaliber 15 cm, acht Schnellfeuerkanonen Kaliber 8,8 cm, zwei Schnellfeuerkanonen Kaliber 10,5 cm sowie zwei Schnellfeuerkanonen Kaliber 5 cm ausgerüstet.

## Einsatzgeschichte
Die Marie war als Ersatz für die veraltete Korvette Vineta vorgesehen. Mit dem Bau wurde die Reiherstieg AG in Hamburg beauftragt. Es war der erste Bauauftrag, den die Kaiserliche Marine nach Hamburg vergab. Das Schiff wurde 1880 auf Kiel gelegt. Die Schiffstaufe erfolgte am 20. August 1881, der Hamburger Bürgermeister Gustav Heinrich Kirchenpauer hielt die Taufrede. Anschließend wurde das Schiff ausgestattet und am 12. September nach Wilhelmshaven zum Einbau der Bewaffnung überführt. Die Erprobungsphase der Marie begann im Oktober 1881 und am 1. Mai 1883 folgte die Indienststellung.

### Erste Auslandsreise
Am 17. Mai verließ die Marie Wilhelmshaven in Richtung Südamerika, um die Gedeckte Korvette Moltke als Stationsschiff abzulösen. In Rio de Janeiro traf das Schiff am 9. Juli das deutsche Kanonenboot Albatross. Die Marie fuhr dann weiter nach Punta Arenas im Süden Chiles, wo sie am 2. August mit der Moltke zusammentraf. Beide Schiffe fuhren nach Südgeorgien, um die dort im vorigen Jahr von der Molkte abgesetzten Teilnehmer der deutschen Expedition anlässlich des ersten Internationalen Polarjahrs vom 1. August 1882 bis 31. August 1883 aufzunehmen. Der Verband stieß aber unterwegs auf schweres Wetter, in dem die Marie zwei ihrer Boote verlor und im Sturm beschädigt wurde. Sie musste daraufhin Port Stanley auf den Falklandinseln zu Reparaturen anlaufen und kehrte erst am 23. August auf ihre Route zurück. Am 1. September erreichte sie den Treffpunkt, den nach der Moltke benannten Ankerplatz Moltke-Hafen in der Royal Bay auf der Ostseite der Insel. Dort nahm sie das deutsche Kontingent auf und fuhr vom 6. September bis 25. September nach Montevideo, dem Ausgangspunkt der Expedition, zurück. Während der Reise nach Südgeorgien und zurück testete die Marie einen „Registerprotokollapparat“.
Am 10. Oktober verließ die Marie Montevideo und passierte die Magellanstraße in den Pazifik. Sie erreichte Valparaíso am 20. November, um dort die Auswirkungen der Endphase des Salpeterkrieges zwischen Peru und Bolivien einerseits und Chile andererseits zu beobachten. Nachdem Chile und Peru am 20. Oktober 1883 den Vertrag von Ancón unterzeichnet hatten, blieb die Marie noch bis Januar 1884 in der Region und unternahm anschließend eine Reise entlang süd- und zentralamerikanischer Häfen entlang der Westküste des Kontinents bis nach Puerto San José in Guatemala. Während seines Aufenthalts in Callao, Peru, erhielt das Schiff am 17. September den Befehl, sich nach Samoa im Zentralpazifik zu begeben.
Samoa war zu dieser Zeit zwischen den Vereinigten Staaten, Großbritannien und dem deutschen Reich umstritten und die drei Mächte bemühten sich, ihren Einfluss vor Ort zu verstärken. Die Maria erreichte Apia am 30. Oktober 1884 und ihre Anwesenheit nutzte die „Deutsche Handels- und Plantagengesellschaft der Südsee-Inseln zu Hamburg“ (DHPG), um die Kontrolle über samoanisches Vermögen und Polizei zu erlangen.
Die Marie blieb bis zum 14. November in Apia und lief anschließend nach Neuguinea. Sie sollte die dortigen Streitkräfte verstärken, um die deutsche Übernahme des späteren Kaiser-Wilhelms-Landes an der Nordostküste Neuguineas gegen britische Einwände, die allerdings nicht erfolgten, zu sichern. Vor Ort traf sie mit dem Kanonenboot Hyäne und der Korvette Elisabeth zusammen, die sie als Stationär vor Ort ablöste. Die Marie hielt sich dann in Matupi auf und kreuzte später vor Neumecklenburg. Am 26. Dezember stieß die Korvette auf ein Riff und lief auf Grund. Die Besatzung musste eine beträchtliche Menge Gewicht aus dem Schiff entfernen, bevor sie drei Tage später frei wurde. Taucher hatten inzwischen festgestellt, dass das Schiff schwer beschädigt war. Das Ruder war gebrochen, die Schiffsschraube und die Propellerwelle waren nicht funktionsfähig und ihre hinteren Abteilungen waren undicht. Am 4. Januar 1885 lief die Marie zur Reparatur in den Hafen der nahe gelegenen Insel Nusa. Während der Arbeiten wurde eine Gruppe von zwölf Männern der Besatzung mit einem Beiboot der Marie zur Insel Neulauenburg, damals Sitz der DHPG, geschickt, um die Havarie der Marie zu melden. Dort traf die Gruppe auf die Hyäne, die sich nach Nusa begab, um die Reparatur zu unterstützen. Das Dampfschiff Samoa kam am 1. Februar ebenfalls dazu und brachte dringend benötigten Proviant mit. Am 7. März war Marie wieder seetüchtig und begann die Reise nach Australien in Begleitung von Hyäne, die sie in Schlepp nehmen musste. Die Schiffe erreichten Keppel Bay am 16. April, wo die Korvette Stosch bereits wartete, um die Marie für weitere Reparaturen, die vom 6. Mai bis 29. September dauerten, nach Sydney zu schleppen. Nachdem sie aus dem Trockendock ausgedockt worden war, fuhr sie langsam nach Deutschland zurück, um den beschädigten Rumpf nicht zu belasten. Sie kam am 9. Februar 1886 in Wilhelmshaven an, wo sie für umfangreiche Reparaturen außer Dienst gestellt wurde.

### Zweite Auslandsreise
Nachdem die Reparaturen abgeschlossen waren, blieb die Marie bis Ende 1892 im Dock. Anschließend wurde sie wieder in Dienst gestellt, um ihr Schwesterschiff Sophie im Permanenten Kreuzergeschwader abzulösen. Zu dieser Zeit hatte die Kaiserliche Marine Kanonenboote in den deutschen Kolonien zu deren Schutz stationiert, während größere Kriegsschiffe entweder in Reserve gehalten wurden oder weitere einem Permanenten Kreuzergeschwader zugewiesen waren, um schnell auf Krisen reagieren zu können. Von Januar bis März 1893 war die Marie formal dem Permanenten Kreuzergeschwader unter Konteradmiral Friedrich von Pawelsz unterstellt. Bevor das Schiff sich allerdings dem Geschwader anschließen konnte, wurde es als Reaktion auf den Chilenischen Bürgerkrieg 1891 erneut an die Küste Südamerikas befohlen. Die Korvette verließ Wilhelmshaven am 17. Dezember und traf am 26. März 1893 vor Valparaíso ein, nachdem sie zuvor Buenos Aires und Montevideo angelaufen hatte. Der Krieg war zu dieser Zeit bereits beendet, aber das deutsche Oberkommando stellte fest, dass die Anwesenheit eines Kriegsschiffes zum Schutz der deutschen Interessen weiterhin erforderlich war. Zu diesem Zeitpunkt war das Kreuzergeschwader aufgelöst worden und die Marie segelte nun offiziell unabhängig.
Die Marie besuchte wie schon 1884 Häfen entlang der Westküste Südamerikas und lief vom 25. Januar bis 8. Februar 1894 Puerto Montt an, bevor sie um Kap Hoorn herum und nach Norden Richtung Brasilien fuhr. Sie traf die Arcona am 24. Februar. Am 11. März 1894 liefen die Schiffe in Rio de Janeiro ein, wo aufständische Marinesoldaten gegen den brasilianischen Präsidenten Floriano Peixoto putschten. Der Ausbruch der „Revolta da Armada“ („Revolte der Flotte“) in Brasilien veranlasste die Kaiserliche Marine, außer der Marie und der Arcona auch die Alexandrine dorthin zu schicken, um deutsche Interessen schützen. Die drei Korvetten blieben bis April vor Brasilien, bis die Schiffe als Reaktion auf die wachsenden Spannungen zwischen China und Japan über Korea nach Ostasien geschickt wurden. Am 8. Mai 1894 verließ Marie Rio de Janeiro, musste jedoch im Juni in Puerto Montt wegen Motorproblemen erneut anhalten, was ihre Rückkehr zu vereinbarten Treffpunkt mit den beiden anderen Korvetten in Callao am 12. Juli verzögerte. Die drei Schiffe blieben dort bis zum 15. August, während in der Zwischenzeit der erste chinesisch-japanische Krieg ausgebrochen war, um deutsche Interessen während der Unruhen zu schützen, die aufgrund der Präsidentschaft Andrés Avelino Cáceres in Peru anhielten. Die Schiffe überquerten dann den Pazifik und erreichten am 26. September Yokohama. Die Marie fuhr dann allein zu den Taku-Forts weiter und besuchte dann andere Häfen im Gelben Meer.
Die Schiffe trafen im November 1894 im chinesischen Chefoo wieder zusammen. Dort wurde am 25. November Ostasiatische Kreuzerdivision mit der Arcona als Flaggschiff gegründet. Die Kreuzerkorvette Irene traf Mitte Februar 1895 ebenfalls dort ein, um die Einheit zu verstärken. In der Zwischenzeit waren japanische Streitkräfte auf der Shantung-Halbinsel gelandet, und Kriegsschiffe mehrerer europäischer Mächte brachten Landungstruppen an Land, um ihre Staatsangehörigen in der Region zu schützen. Die Marie war Teil dieser Operation, konnte ihre Soldaten aber schon am 12. Februar wieder an Bord nehmen. Die Prinzeß Wilhelm, Schwesterschiff der Irene, kam im Juni an und löste die Marie ab, die nach Deutschland zurückbeordert wurde. Sie hielt Mitte Juni in Singapur an und erreichte im Juni 1895 Port Said, von wo sie am 21. Juli weiter nach Marokko geschickt wurde.
Dort gehörte die Marie im Juli und August 1895 zu einem nach Tanger entsandten Geschwader, das Forderungen Berlins mit den örtlichen Behörden wegen der Ermordung zweier deutscher Geschäftsleute durchsetzen sollte. Sie schloss sich am 8. August in Tanger dem Geschwader an, das aus dem Küstenpanzerschiff Hagen, dem Kreuzer Kaiserin Augusta und der Stosch bestand. Am 20. August stimmten die marokkanischen Behörden einer Einigung zu, und die anderen drei Schiffe fuhren ab und ließen die Marie zurück, um sicherzustellen, dass die Zahlung erfolgte.
Nachdem die Angelegenheit Anfang September geklärt war, reiste auch die Marie ab und kam am 16. September in Kiel an. Dort wurde sie außer Dienst gestellt, bevor sie am 9. April 1897 der Reservetrainingseinheit zugewiesen wurde. Sie versah jedoch keinen Dienst in der Rolle, da die Kosten für die Reaktivierung für ihre beabsichtigte Aufgabe als Artillerie-Trainingsschiff als zu hoch angesehen wurden. Stattdessen wurde sie am 29. Oktober 1904 endgültig aus dem Seeregister gestrichen, 1909 verkauft und in Stettin abgewrackt.

## Kommandanten
| September 1882                     | unbekannt                |
| Mai 1883 – Februar 1886            | KK Ferdinand Krokisius   |
| 25. Februar 1891 – 13. August 1892 | KK/KzS Hermann Kirchhoff |
| Dezember 1892 – März 1894          | KK Emil von Lyncker      |
| März 1894 – September 1895         | KK Ernst Credner         |